# Jaguar Rescue Center
Koordinaten: 9° 38′ 31″ N, 82° 43′ 25,7″ W
Das Jaguar Rescue Center (Spanisch: Centro de Rescate Jaguar, kurz: JRC) ist eine Tierauffangstation in der Nähe von Puerto Viejo de Talamanca in der Provinz Limon an der Ostküste von Costa Rica. Das Zentrum widmet sich der Rehabilitation von misshandelten, verletzten, verwaisten und/oder beschlagnahmten Tieren.
Gegründet wurde das Zentrum von dem italienischen Biologen Sandro Alviani und seiner Frau Encar García, einer katalanischen Biologin, die es mit Hilfe von Freiwilligen aus der ganzen Welt leitet. Das Zentrum beherbergt zahlreiche Säugetiere, Vögel, Reptilien und Amphibien sowie ein großes Serpentarium mit in Costa Rica heimischen giftigen und nicht giftigen Schlangen.
Das Jaguar Rescue Center wird nicht von der Regierung finanziert, sondern ist auf die Unterstützung der Gemeinde, Spenden und Eintrittsgelder für Gruppen- und Privatführungen angewiesen.

## In den Medien
- Das Jaguar Rescue Center ist in der 1. Staffel, Folge 3 der Netflix Dokumentation „Um die Welt mit Zac Efron“ vertreten.jaguarrescue.foundation

- Das Jaguar Rescue Center ist Teil der 360° - GEO Reportage „Costa Rica – Leben wie die Faultiere“.geo.de

- Das Jaguar Rescue Center ist Bestandteil mehrerer dokumentarischer Beiträge der BBC.bbc.co.uk, bbc.co.uk

## Galerie

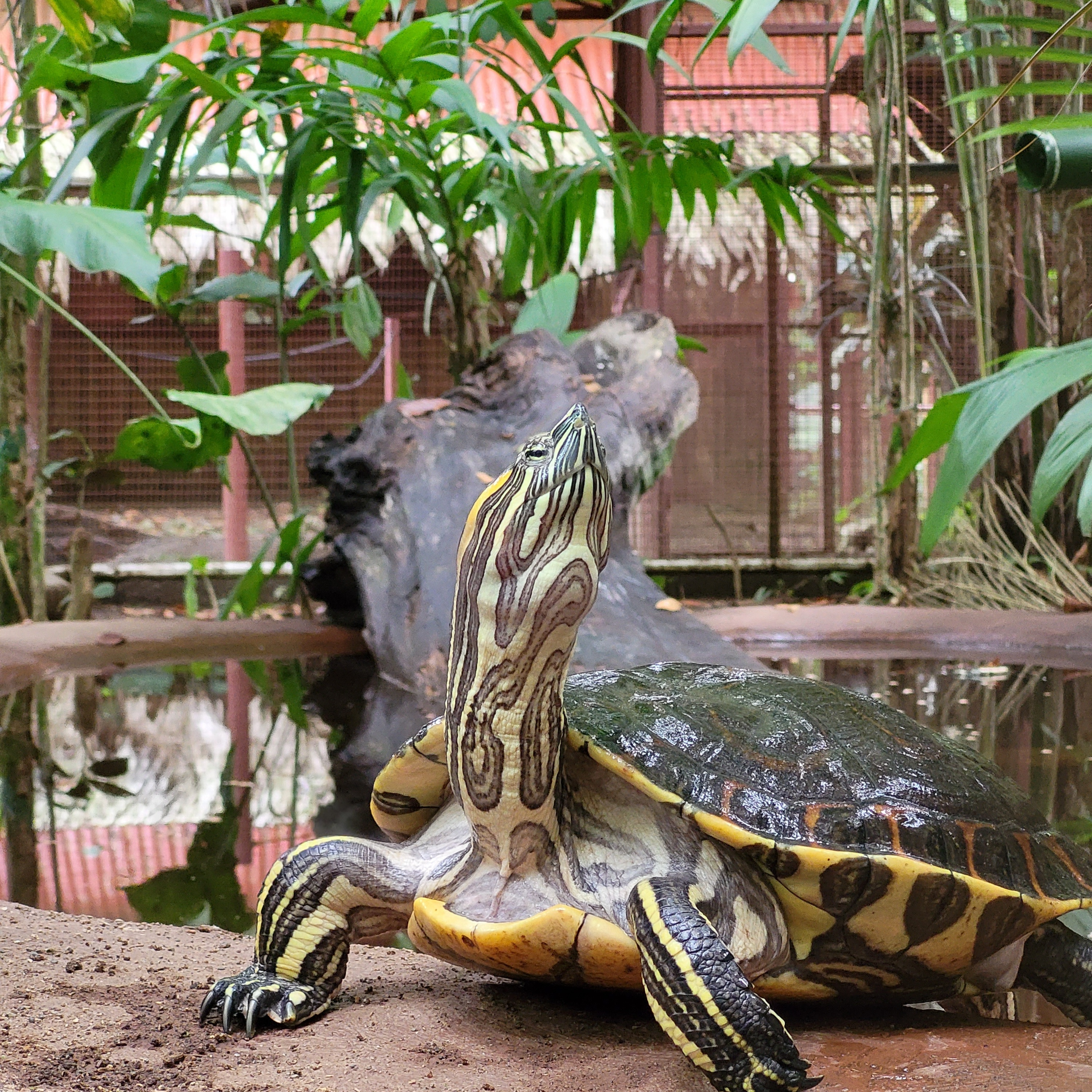
Nicaragua-Schmuckschildkröte
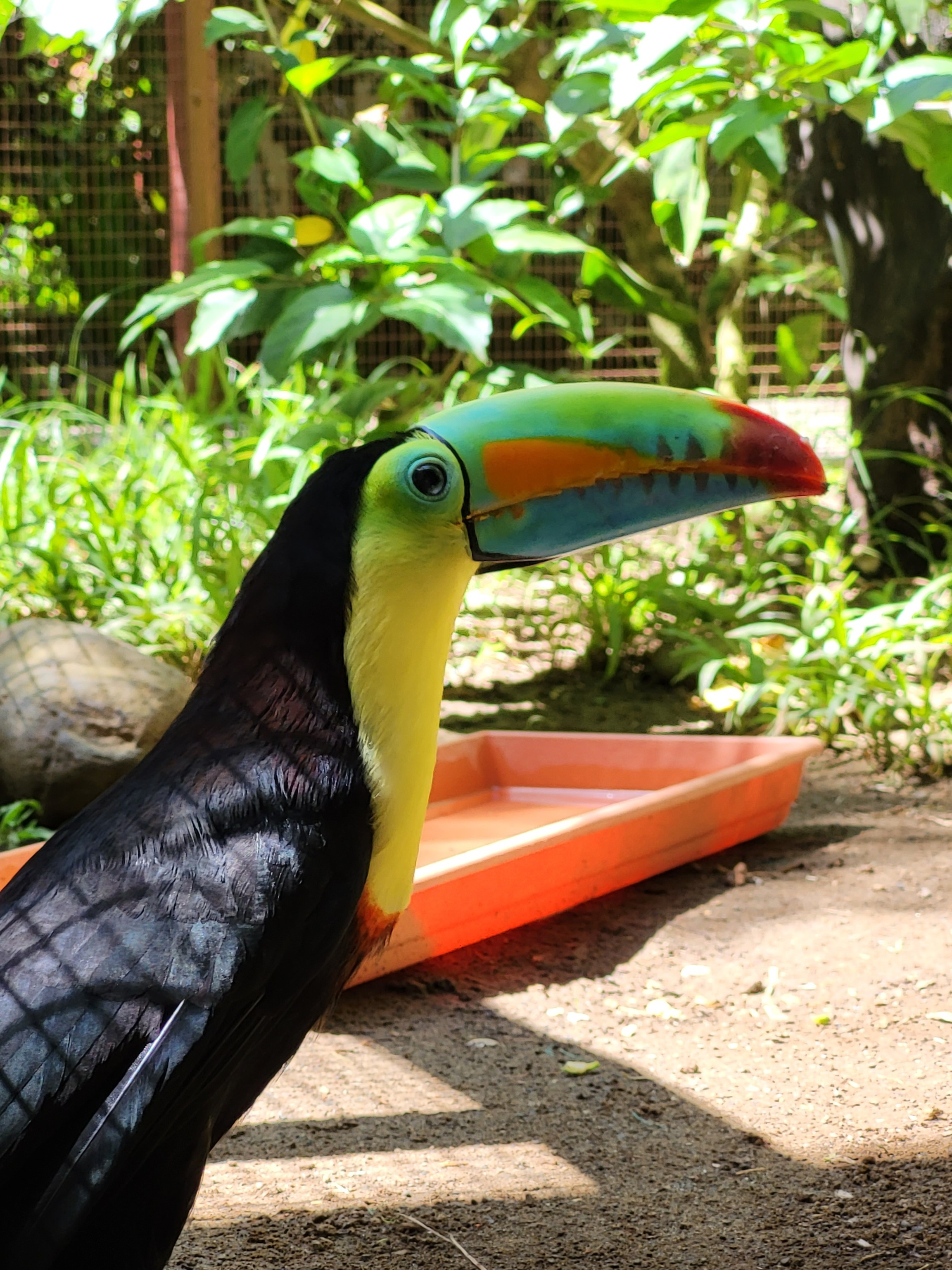
Fischertukan im Jaguar Rescue Center
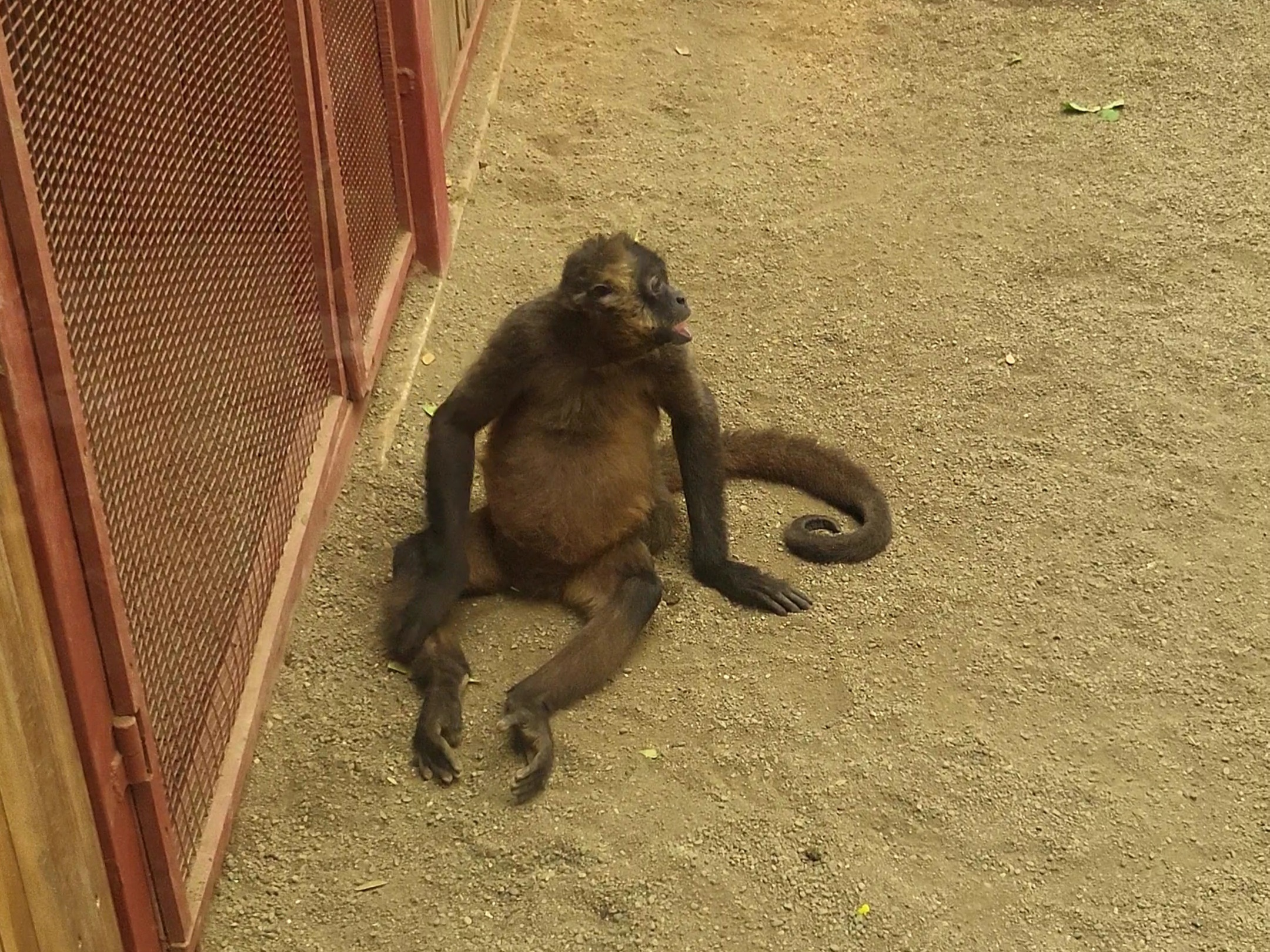
Geffroy-Klammeraffe
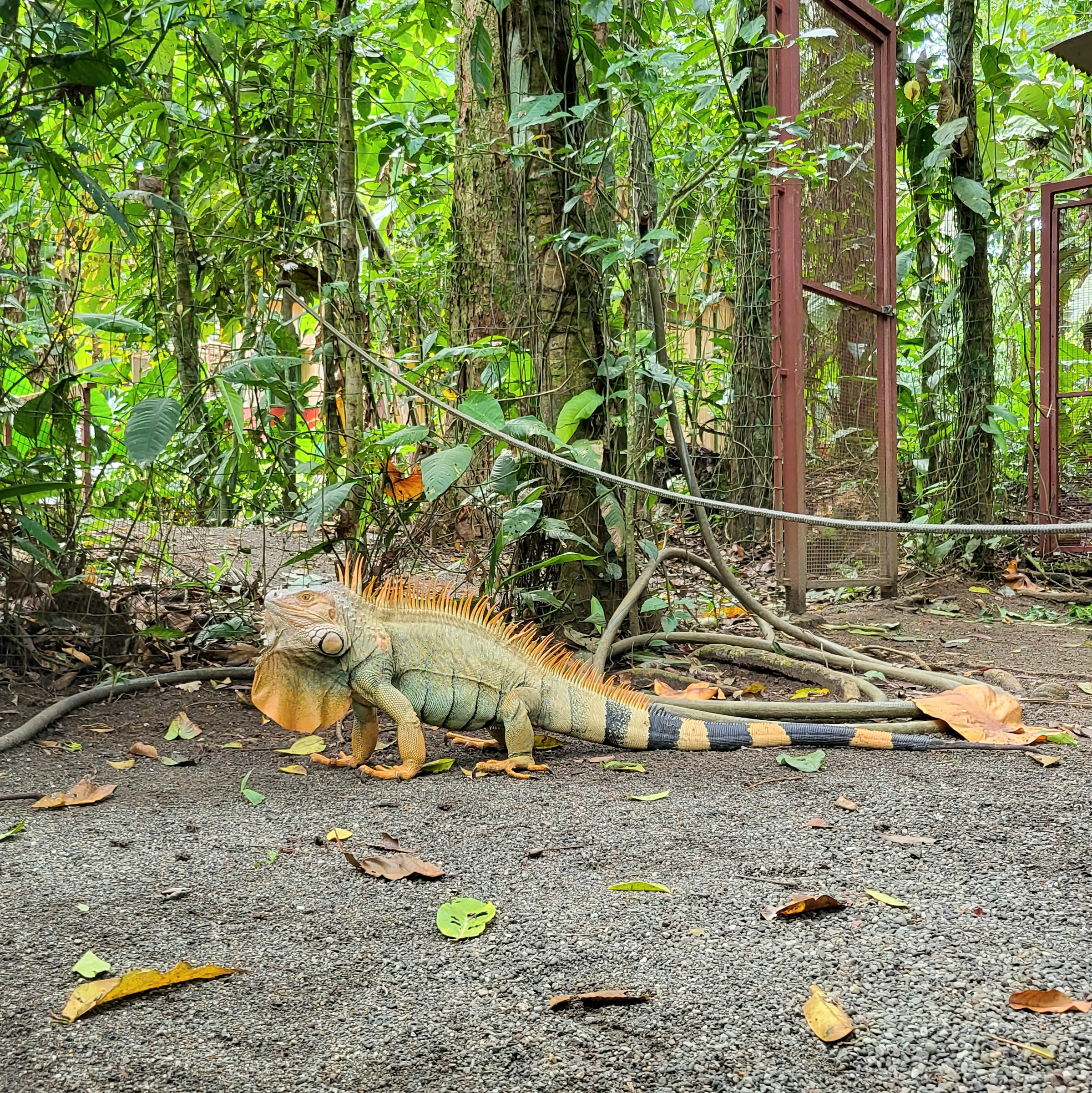
Leguan
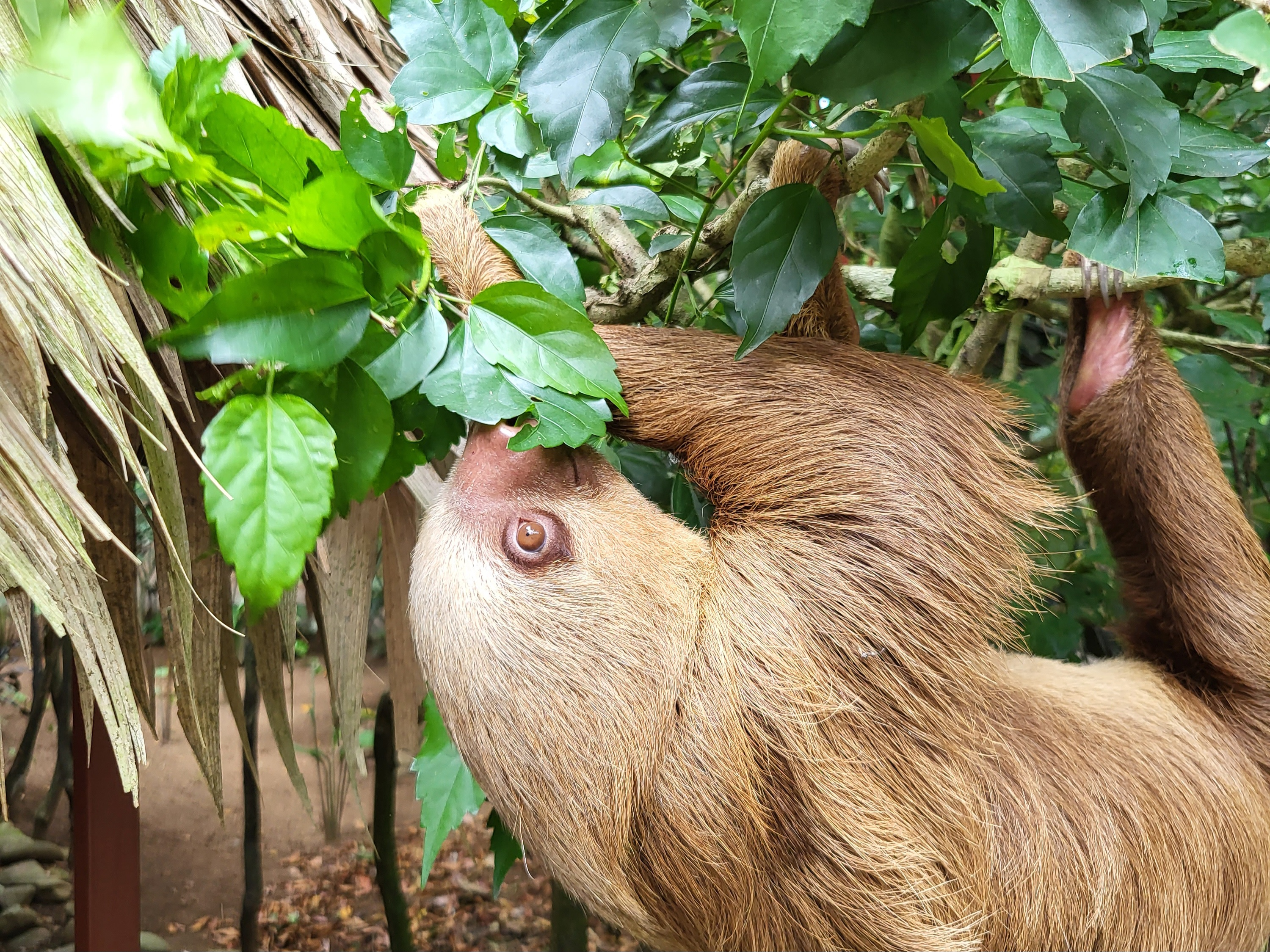
Zweifingerfaultier
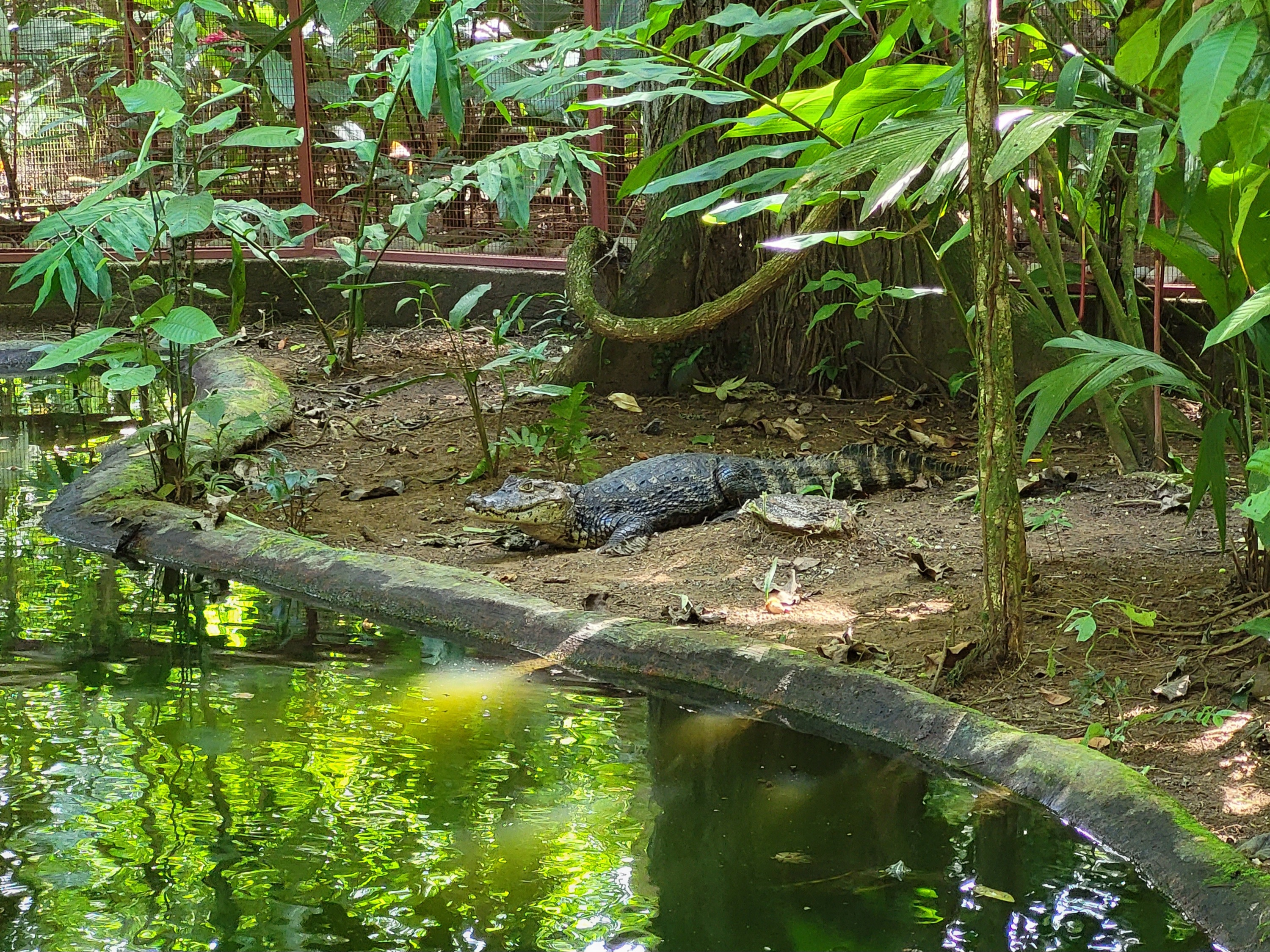
Kaiman
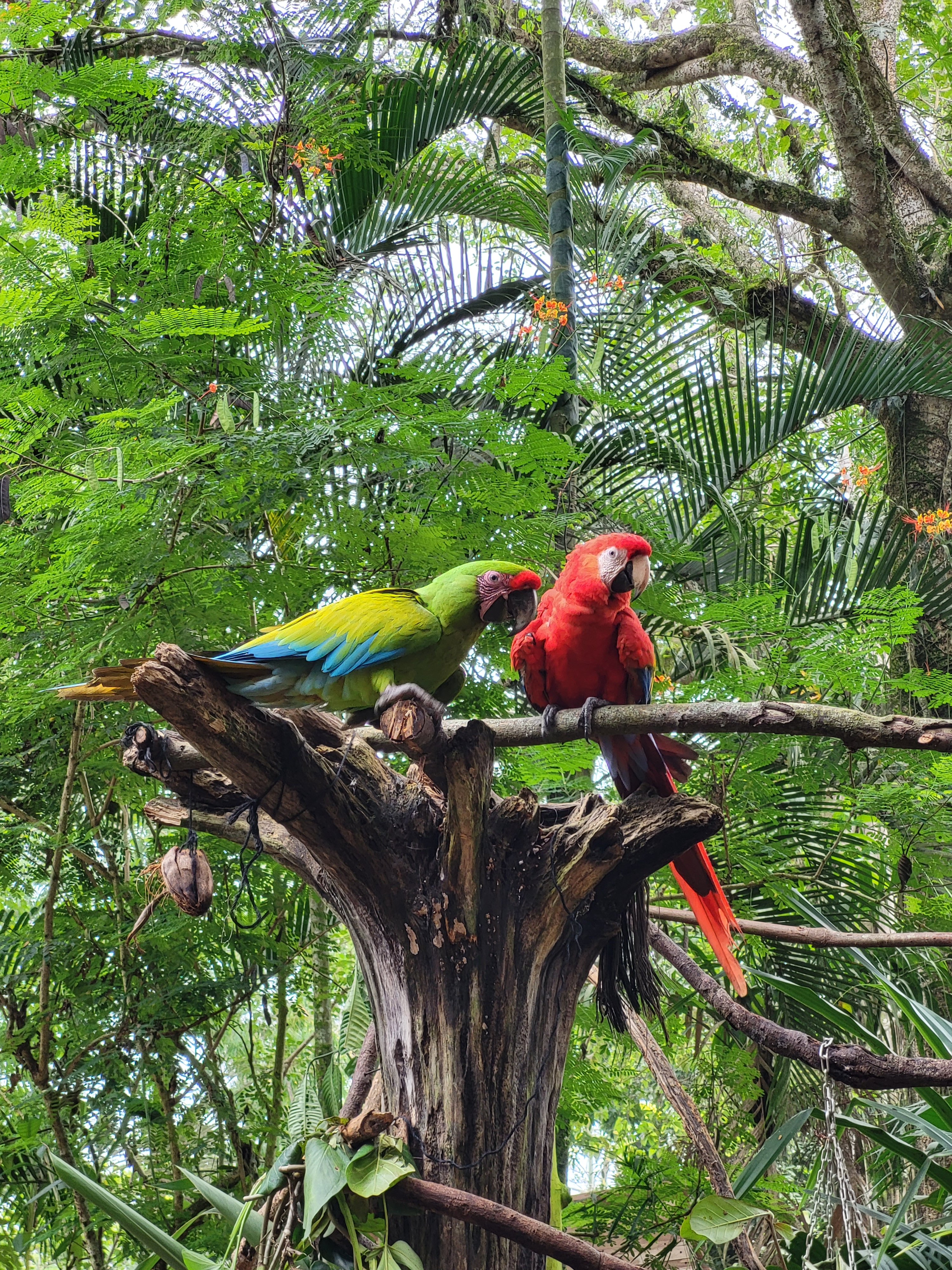
Ein Großer Soldatenara (links) und ein Scharlachara (rechts) im Jaguar Rescue Center